# Uruguay na Letních olympijských hrách 1924
Uruguay na Letních olympijských hrách 1924 ve francouzské Paříži reprezentovalo 26 mužů ve 4 sportech.

## Medailisté
| Medaile | Jméno | Sport  | Disciplína  |
| ------- | --- | ------ | ----------- |
| Zlato   | Andrés Mazali José Nasazzi Pedro Arispe José Andrade Santos Urdinarán Héctor Scarone Pedro Petrone Pedro Cea José Vidal Alfredo Ghierra Ángel Romano Humberto Tomassina José Naya Alfredo Zibecchi | Fotbal | turnaj mužů |